# إيرل لونغ
إيرل لونغ (بالإنجليزية: Earl Long) هو محامي وسياسي أمريكي، ولد في 26 أغسطس 1895 في واينفيلد في الولايات المتحدة، وتوفي في 5 سبتمبر 1960 في الإسكندرية في الولايات المتحدة. حزبياً، نشط في الحزب الديمقراطي.

## مناصب
- انتخب حاكم لويزيانا [الإنجليزية]‏ (8 مايو 1956 – 10 مايو 1960).
- انتخب حاكم لويزيانا [الإنجليزية]‏ (11 مايو 1948 – 13 مايو 1952).
- انتخب حاكم لويزيانا [الإنجليزية]‏ (26 يونيو 1939 – 14 مايو 1940).
- انتخب نائب حاكم لويزيانا [الإنجليزية]‏ (1936 – 1939).